# 張氏五鬚岩鱈
張氏五鬚岩鱈（学名：Ciliata tchangi）为輻鰭魚綱鱈形目江鱈科五鬚岩鱈屬的鱼类。分布于中国山东等地。该物种的模式产地在山东。
该物种被“订名为張氏五鬚岩鱈，以纪念业师张春霖博士（Dr. T. L. Tchang, 1897-1963）对研究中国鱼类的卓越贡献。”